# Yakassé-Féyassé
Yakassé-Féyassé est une localité de l'est de la Côte d'Ivoire et appartenant au département d'Abengourou, Région du Moyen-Comoé. La localité de Yakassé-Féyassé est un chef-lieu de commune.